# Catalan majorquin
Pour les articles homonymes, voir majorquin.

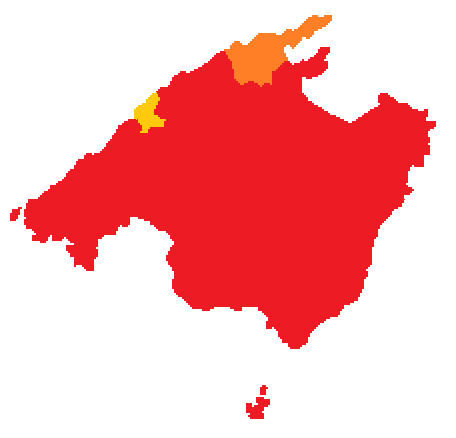
Principales variétés du majorquin.
Variété majoritaire
Majorquin de Pollença
Majorquin de Sóller

Le majorquin (en catalan : mallorquí) est le dialecte catalan parlé sur l'île de Majorque, dans les îles Baléares, en Espagne. Il fait partie du groupe baléare du bloc oriental de la langue catalane.

## Caractéristiques
Son trait phonétique le plus caractéristique est le maintien de [o] atone (sauf à Sóller), comme en catalan occidental, prononcé [u] dans le reste du catalan oriental. Ce trait a été attribué à la participation de colons léridans dans la conquête de Majorque, mais le dialectologue Joan Veny pense qu’il s’agit simplement du maintien de la phonétique archaïque, la réduction de [o] atone en [u] étant un phénomène relativement tardif,,,.
À l’exception des localités de Felanitx, Artà et Capdepera, la voyelle finale des proparoxytons en -ia est totalement amuïe : història > [isˈtɔɾi].
Le majorquin se distingue également du catalan général et des autres parlers baléares par l’absence de d épenthétique dans le groupe n’r roman, et une vacillation dans le groupe l’r roman :  CĔRNĔRE, MŎLĔRE > cenre (contre cendre dans le reste du domaine), molre ou moldre (forme générale),,.

### Parler de Pollença
Le parler de Pollença est le seul baléare à ne pas utiliser l’article salat, mais des formes issues du latin ĬLLU, ĬLLA, avec certaines variantes au masculin : lo (comme en nord-occidental) et u, au pluriel els (forme générale) / us. Le féminin coïncide avec les formes classiques et générales hors baléare la / les.